# To Die Alone
To Die Alone är ett musikalbum av Moneybrother, släppt i Sverige den 7 mars 2005. Albumet är Moneybrothers andra och är producerat av Jari Haapalainen.
Albumet toppade den svenska albumlistan, medan singeln "They're Building Walls Around Us" blev fyra på singellistan.

## Låtlista
Samtliga låtar är skrivna av Anders Wendin, alias Moneybrother
1. "They're Building Walls Around Us" - 3:07
2. "It Ain't Gonna Work" - 4:14
3. "Blow Him Back Into My Arms" - 4:24
4. "Nobody's Lonely Tonight" - 4:01
5. "I'm Not Ready for It, Jo" - 4:52
6. "My Lil' Girl's Straight from Heaven" - 2:23
7. "Eventually It'll Break Your Heart" - 3:47
8. "I'm Losing" - 2:39
9. "What's the Use in Trying?" - 3:40
10. "I May Not Always Love You" - 3:44

## Singlar
Följande låtar från albumet har även släppts som singlar:
- "They're Building Walls Around Us", 14 februari 2005
- "Blow Him Back Into My Arms"

## Listplaceringar
| Lista (2005-2006) | Topplacering |
| ----------------- | ------------ |
| Norge             | 37           |
| Sverige           | 1            |

### Fotnoter
1. 1 2  Listplacering